# Senatobia
Senatobia är administrativ huvudort i Tate County i Mississippi. Ortnamnet har härletts från ett ord som betyder amerikansk platan på choctaw. Vid 2010 års folkräkning hade Senatobia 8 165 invånare.